# Lew Wladimirowitsch Ginsburg
Lew Wladimirowitsch Ginsburg (russisch Лев Владимирович Гинзбург; * 24. Oktober 1921 in Moskau; † 17. September 1980 ebenda) war ein russischer Germanist, Schriftsteller und Übersetzer.

## Biographie
Der als Sohn eines Anwalts in Moskau geborene Lew Wladimirowitsch Ginsburg begann seine schriftstellerische Ausbildung im Literaturstudio des Hauses der Pioniere unter der Leitung von Michail Arkadjewitsch Swetlow. Während des Zweiten Weltkrieges war er Soldat an der fernöstlichen Front. In dieser Zeit veröffentlichte er seine ersten Gedichte. Nach Kriegsende studierte er bis 1950 an der philologischen Fakultät der Moskauer Staatlichen Universität. Anschließend arbeitete er als Schriftsteller und Übersetzer, v. a. aus dem Deutschen, und war Vorsitzender der Übersetzerabteilung der Moskauer Zweigstelle des Schriftstellerverbandes der UdSSR. Bekannt wurde er in Deutschland als Übersetzer der Werke von Peter Weiss. In zahlreichen Vortragsreisen besuchte er die DDR und die Bundesrepublik Deutschland, wo er 1968 ehemalige Prominente des Naziregimes in Westdeutschland, darunter Hjalmar Schacht, Baldur von Schirach und Albert Speer, interviewte. Diese Porträts erschienen auch auf Deutsch. Der Journalist Juri Ginsburg ist sein Sohn.

## Übersetzungen deutscher Literatur
- Deutsche Volksballaden, 1959
- Ein Wort der Trauer und des Trostes: Deutsche Poesie des Dreißigjährigen Krieges von 1618–1648, 1963.
- Blätter deutscher Poesie, 1970
- Des Knaben Wunderhorn. Sammlung von Volksliedtexten vom Mittelalter bis ins 18. Jahrhundert. 1971.
- Aus alter deutscher Zeit. Klassische und volkstümliche Poesie aus Deutschland vom 11. – 18. Jahrhundert: u. a. Hartmann von Aue Armer Heinrich, Hans Sachs Das Narrenschneiden, Andreas Gryphius, Martin Opitz, Friedrich Logau, 1972.
- Wolfram von Eschenbach: Parzival, 1974
- Glücksrad. Gedichte deutscher Dichter, 1976.
- Deutsche Poesie des 17. Jahrhunderts, 1976
- Reineke Fuchs, 1978
- Aus deutscher Poesie des 10.–20. Jahrhunderts, 1979.
- Kurt Barthel: Klaus Störtebeker (Dramatische Ballade), 1963 DNB 578076454 und 1980 DNB 369002970.

## Literarische Rezeption
Natascha Wodins Roman Die gläserne Stadt thematisiert, mit autobiographischen Bezügen, die Moskauaufenthalte der mit der Autorin namensgleichen Ich-Erzählerin Natalja, geb. Wdowin, und damit verbunden ihre Beziehung zum russischen Schriftsteller und Übersetzer L. W., der als Lew Wladimirowitsch Ginsburg zu erkennen ist. Dieser beschreibt nämlich in seinem Memoirenbuch Nur mein Herz zerbrach aus seiner Perspektive seine Beziehung mit der deutsch-russischen Übersetzerin Natascha (1979/80).